# 興福寺奏状
興福寺奏状（こうふくじそうじょう）は、鎌倉時代の元久2年（1205年）に、興福寺の衆徒が法然の提唱する専修念仏の禁止を求めて朝廷に提出した文書。法然弾劾の上奏文というべき性格を有していた。全1巻。『大日本仏教全書』に収載されている。

## 概要
興福寺奏状は、鎌倉時代初期の元久2年（1205年）10月、興福寺（奈良県奈良市）の寺僧らが法然坊源空の唱導する専修念仏の教えを糺し、その禁止を求めて朝廷に上奏した文書である。起草者は、法相宗中興の祖といわれる笠置寺（京都府笠置町）の解脱坊貞慶（解脱上人）であり、法然の教義（浄土宗）に対する9か条の批判より始まっている。この奏状は、承元元年（1207年）の法然率いる吉水教団に対する弾圧（承元の法難）の一因となった。また、同奏状中の「八宗同心の訴訟」という文言が、鎌倉仏教および日本仏教史研究家の田村圓澄によって注目され、日本の古代仏教に関して「八宗体制論」という理論的枠組みを生む契機となった。
ただし、奏状を構成する本文と副文（内容に関しては後述）の関しては次のような疑問も出されている。本来、副状とは本文内容を説明するために過去の文書などを引用するべき部分であるのに、興福寺奏状の副状の内容構成がそうした性格を有していない。また、副状を付けた場合でも、本文の末尾には日付を記入すべきであるのにそれが欠けているなど、当時の奏状の書式とは異なっており、副状とされている部分は同時期に出された別の文書の挿入であり、それが貞慶以外の者の手による可能性もあるというものである。その説に従えば、貞慶が執筆したと判断できるのは「誠惶誠恐謹言」までのいわゆる本文の部分に限定されることになる。
なお、興福寺奏状の出された前年の元久元年（1204年）には、比叡山延暦寺（滋賀県大津市）の衆徒が天台座主真性に対し、専修念仏の禁止を要求しており（延暦寺奏状）、これに対して法然側も延暦寺にも弟子らとともに署名した怠状（七箇条制誡）を送付している。

## 奏状の内容と性格
奏状は、専修念仏を非難する理由として、
1. 「新宗を立つる失」- 正統な論拠を示すことなく、勅許も得ずして、新しい宗派を立てること。
2. 「新像を図する失」- 専修念仏の徒のみが救済されるという、根拠に乏しい図像を弄すること。
3. 「釈尊を軽んずる失」- 阿弥陀如来のみを礼拝して仏教の根本を説いた釈迦を軽んずること。
4. 「万善を妨ぐる失」- 称名念仏だけを重んじて造寺造仏などの善行を妨害すること。
5. 「霊神に背く失」- 八幡神や春日神など日本国を守護してきた神々を軽侮すること。
6. 「浄土に暗き失」- 極楽往生にまつわる種々の教えのなかで特殊で偏向した立場に拘泥すること。
7. 「念仏を誤る失」- さまざまな念仏のなかで、もっぱら称名念仏に限って偏重すること。
8. 「釈衆を損ずる失」- 往生が決定したなどと公言して悪行をはたらくことをおそれない不心得な念仏者が多いこと。
9. 「国土を乱る失」- 国を守護すべき仏法の立場をわきまえず、正しい仏法のあり方を乱してしまうこと。

という具体的で詳細な「9か条の失」を掲げた。

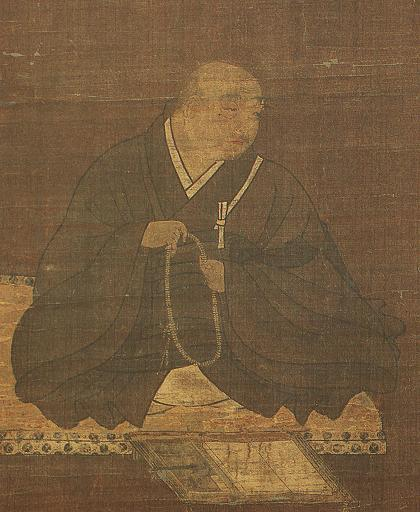
法然像「披講の御影」（藤原隆信画）
「智慧第一の法然坊」と称され、学識ほかに並ぶ者なしと言われた彼は専修念仏を説いた。

冒頭において奏状は、日本に古来あるのは八宗（法相宗・倶舎宗・三論宗・成実宗・華厳宗・律宗の南都六宗および天台宗・真言宗の平安二宗）のみであり、それ以外の新宗が立てられたことは今まで絶えてなかったと述べ、法然がいま無断に開宗することは不当であるとして、たとえ法然自身が立宗に堪えられるだけの智慧や能力を有していたとしても、朝廷に上奏して勅許を得て開宗するのが道理であると主張している。
また、副状が1通添えられており、その内容は専修念仏の停止と法然師弟の処罰を朝廷に請うものであった。これは、専修念仏とそれによる他力往生の提唱が顕密諸宗に対して、きわめて大きな脅威をあたえていたことを示すものであり、攻撃対象は、法然その人ばかりではなく、むしろ法然に帰依した「無智不善の輩」に対して向けられていた。というのも、3.、4.、5.、7.のように専修念仏の徒は念仏以外のいっさいの信仰を否定する傾向が顕著であり、8.にみられるように、極端な例では、罪業深き悪人でさえ救済されるのであるから、戒律や道徳は無視してよいと考える狂信的な人びとを含んでいたからであった。
奏状はさらに、浄土宗の教えは京都周辺ではまだ穏やかなものだが、北陸地方や東海地方などではさかんに破戒がおこなわれていると訴えている。これは、1.、5.、9.で主張しているように、つねに国家と結びつき、「王法すなわち仏法」の立場に立って鎮護国家の思想を前面に打ち出していた既成の教団にとって強い危機感を生じさせるものであった。ここには、八宗が並んで国を護ることが日本仏教のあるべき姿であるという主張と、すべての経典・経論を見わたしたうえで、あらゆる立場に対しそれぞれ得るところありとするような教学大系の保持が尊重されるべきであり、特殊な教説を選択してそこに固執するという信仰姿勢は容認できない異端の説であるという主張がみとめられる。
一方、こうした見方に対する批判として、前後の文とのバランス上法諱（源空）を用いなければならない部分を除いて、本文中のおける法然への呼称は、「上人」か房号（法然）であって一定の敬意が払われていること、法然本人に対する非難は1.、2.、6.しか該当せず、もっぱら弟子の行動を問題視していることを挙げ、貞慶は法然本人よりも放埓不羈な行動を繰り返す弟子を批判するために奏状を出したもので、法然に対してはその行動の原因となっている専修念仏宗義の一部を見直してもらうように朝廷へ働きかけることが目的であったとする。

## 奏状の影響
この奏状の影響もあって、承元の法難（建永の法難）と称される法然師弟に対する弾圧がなされた。
奏状の出された元久2年（1205年）の12月19日、
という宣旨が下された。悪いのは「門弟の浅智」であるとして、法然（源空）ら専修念仏を誘論した人びとを擁護する内容であった。これに対し、興福寺の衆徒らはいっそう激怒し、建永元年（1206年）、法本房行空と安楽房遵西の流罪を訴えた。同年2月、院宣が出されてこの両者の配流が決まったが、衆徒らはこの処分を不服とし、彼らの意を受けた興福寺の五師三綱らが摂政九条良経らに対して法然らの処罰を要請した（興福寺奏状の副状は本来はこの時の奏状であったとする）。
承元の法難の直接のきっかけは、同じ年に起こった後鳥羽上皇の熊野詣の留守中に院の女房たちが法然門下で唱導を能くする遵西・住蓮のひらいた東山鹿ヶ谷草庵（京都市左京区）での念仏法会に参加し、さらに出家して尼僧となったという事件であった。この事件に関連して、女房たちは遵西・住蓮と密通したという噂が流れ、それが上皇の大きな怒りを買ったのである。
年明けて建永2年（1207年）に入るや、法然門下の僧侶は次々に逮捕され、峻厳な取り調べがなされて、拷問もおこなわれた。風紀をみだす専修念仏の徒とみなされた遵西は京六条河原で斬首され、住蓮も近江国で死罪に処された。他に法然門下2名（西意善綽房・性願房）が極刑に処された。法然の教団が民衆のあいだから起こって上下なく広がり、さらに全国的な展開を見せはじめたことについて、既成教団も為政者たる治天の君後鳥羽上皇も危惧の念をいだいたのである。
法然自身も責任を問われ、念仏は禁断され、法然および親鸞ら中心的な門弟7人は僧籍剥奪のうえ流罪に処された。法然は土佐国（のち讃岐国）に、親鸞は越後国に配流され、2人はふたたび現世で相まみえることはなかった。
法然はのちに帰洛をゆるされ吉水にもどり、その翌年の建暦2年（1212年）に東山大谷（京都市東山区）で入寂した。同年、華厳宗の高僧として著名であった高山寺の明恵上人高弁は、法然批判であり『選択本願念仏集』批判の書である『摧邪輪』（正しくは『於一向専修宗選択集中摧邪輪』）を著している。

## 八宗体制論
浄土教を中心とする鎌倉仏教の研究に大きな学績をのこした田村圓澄は、1969年（昭和44年）の「鎌倉仏教の歴史的評価」において、奏状中の「八宗同心の訴訟」すなわち「伝統仏教八宗が心をひとつにしての訴え」という文言に注目し、八宗がそのように同心して法然を排撃しようとする背景には、法然の教義に対してみずからの有する特権を保守しようとする伝統仏教側の意図があったとみなし、そうした共通の利害にもとづく仏教界の古代的な秩序を「八宗体制」と名づけた。
また、奏状の第9条には「仏法王法なお身心のごとし、互いにその安否をみ、宜しくかの盛衰を知るべし」とあり、ここでいう「仏法」とは伝統八宗の説く仏法であり、そのような仏法と公家政権による王法とが並び立ち、たがいに支え合うことで共存共栄することができると説く論理もみられる。田村によれば、八宗同心の訴訟が寄せられる公家政権は律令国家の系譜に連なる古代国家であり、それゆえ、国家との相補的な関係を理由に天皇の認可を立宗にともなう必須の条件とする興福寺奏状のロジックは、裏返せば、八宗体制の古代的な性格を示すものにほかならなかった。
八宗体制論は、鎌倉新仏教の成立を、それ以前の貴族的・護国的ないし祈祷的仏教に対し、個人の救済を主眼とする民衆仏教の成立ととらえる家永三郎・井上光貞らの説いた定説とも調和し、1970年代以降の仏教史研究に大きな影響をあたえた。ただ、田村の所説は従来説とくらべ、それまで混乱と分裂のイメージでとらえられがちであったいわゆる「旧仏教」の側に、共通の利害に由来した一定の秩序があることを指摘した点に違いがあり、これはやがて次代の鎌倉仏教研究に大きな課題をのこす結果となった。